# Olympische Sommerspiele 1968/Leichtathletik – Diskuswurf (Männer)

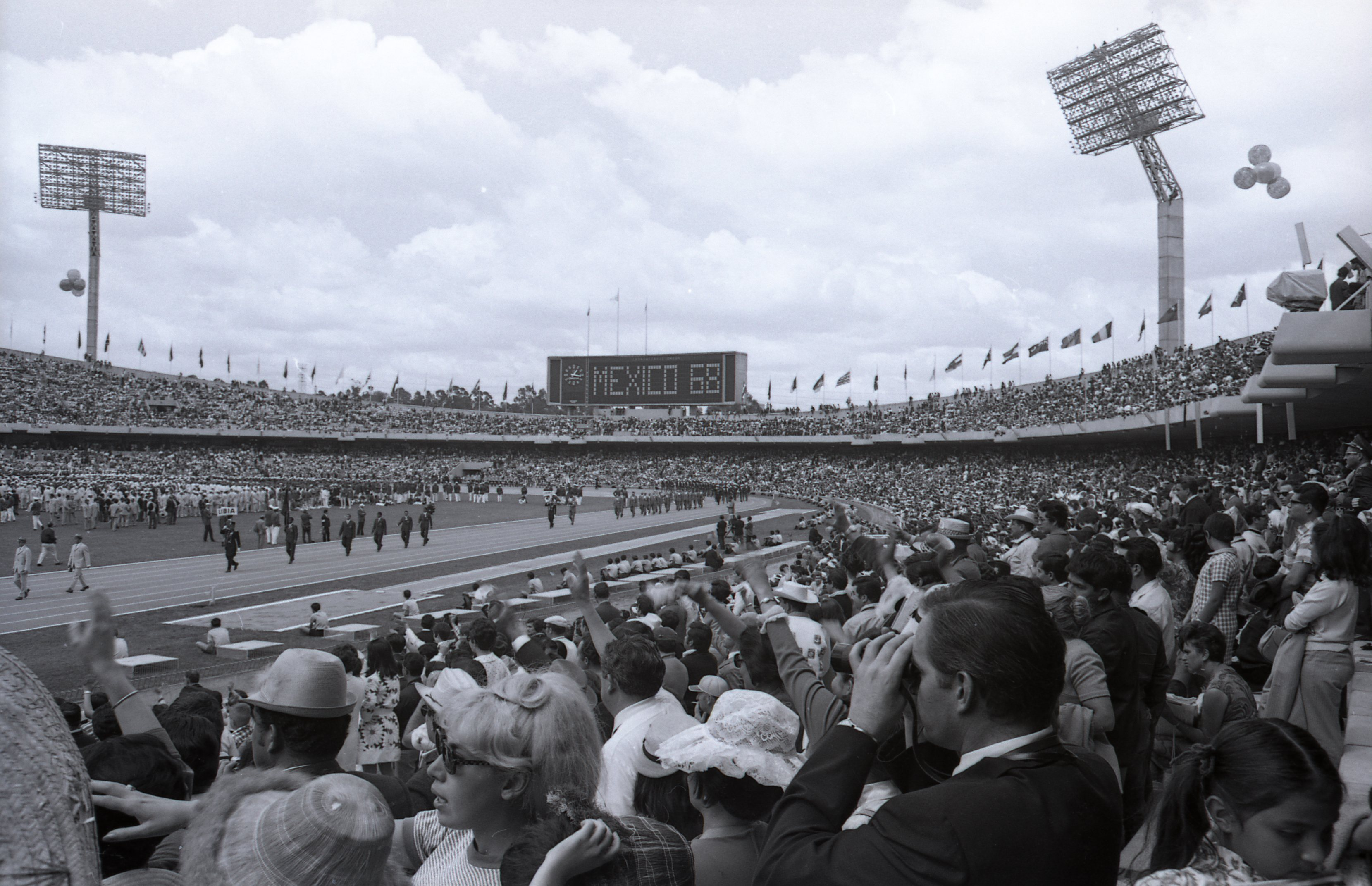
Das Olympiastadion während der Eröffnungsfeier 1968

Der Diskuswurf der Männer bei den Olympischen Spielen 1968 in Mexiko-Stadt wurde am 14. und 15. Oktober 1968 im Estadio Olímpico Universitario ausgetragen. 27 Athleten nahmen teil.
Olympiasieger wurde der US-Amerikaner Al Oerter. Er gewann vor Lothar Milde aus der DDR und dem Tschechoslowaken Ludvík Daněk.
Für die Bundesrepublik Deutschland – offiziell Deutschland – traten Hein-Direck Neu, Klaus-Peter Hennig und Jens Reimers an. Hennig und Reimers scheiterten in der Qualifikation, Neu erreichte das Finale und wurde dort Neunter.

Die DDR – offiziell Ostdeutschland – wurde neben Silbermedaillengewinner Milde noch durch Hartmut Losch und Günter Schaumburg vertreten, die ebenfalls beide das Finale erreichten. Losch wurde dort Vierter, Schaumburg Zehnter.

Für die Schweiz ging Edy Hubacher, der 1972 in Sapporo Olympiasieger im Viererbob wurde, an den Start. Hubacher scheiterte ebenso an der Qualifikationsweite wie der Österreicher Heimo Reinitzer.

Athleten aus Liechtenstein nahmen nicht teil.

## Rekorde

### Bestehende Rekorde
| Weltrekord         | 68,40 m | Jay Silvester ( USA) | Reno, USA              | 18. September 1968 |
| Olympischer Rekord | 61,00 m | Al Oerter ( USA)     | Finale OS Tokio, Japan | 15. Oktober 1964   |

### Rekordverbesserungen
Der bestehende olympische Rekord zweimal verbessert:
- 63,64 m – Jay Silvester (USA), Qualifikation am 14. Oktober, erster Durchgang
- 64,78 m – Al Oerter (USA), Finale am 15. Oktober, dritter Durchgang

## Durchführung des Wettbewerbs
27 Athleten traten am 14. Oktober zu einer Qualifikationsrunde an, die in zwei Gruppen absolviert wurde. Genau zwölf von ihnen – hellblau unterlegt – übertrafen die direkte Finalqualifikationsweite von 58,00 m. Damit war die Mindestanzahl von zwölf Finalteilnehmern erreicht. Das Finale wurde am 15. Oktober ausgetragen. Dort hatte jeder Teilnehmer zunächst drei Versuche. Erstmals konnten die acht besten – und nicht wie bis 1964 sechs besten – Athleten dann drei weitere Versuche absolvieren.

## Zeitplan
14. Oktober, 10:00 Uhr: Qualifikation

15. Oktober, 15:00 Uhr: Finale
Anmerkung: Alle Zeiten sind in Ortszeit Mexiko-Stadt (UTC −6) angegeben.
Die qualifizierten Athleten sind.

## Legende
Kurze Übersicht zur Bedeutung der Symbolik – so üblicherweise auch in sonstigen Veröffentlichungen verwendet:
| – | verzichtet |
| x | ungültig   |

## Qualifikation
Datum: 14. Oktober 1968, ab 10:00 Uhr

### Gruppe A
| Platz | Name              | Nation           | 1. Versuch | 2. Versuch | 3. Versuch | Weite   | Anmerkung |
| ----- | ----------------- | ---------------- | ---------- | ---------- | ---------- | ------- | --------- |
| 1     | Jay Silvester     | USA              | 63,64 m OR | –          | –          | 63,64 m | OR        |
| 2     | Hartmut Losch     | DDR              | 60,40 m    | –          | –          | 60,40 m |           |
| 3     | Gary Carlsen      | USA              | 60,36 m    | –          | –          | 60,36 m |           |
| 3     | Lothar Milde      | DDR              | 60,36 m    | –          | –          | 60,36 m |           |
| 5     | Günter Schaumburg | DDR              | 60,14 m    | –          | –          | 60,14 m |           |
| 6     | Al Oerter         | USA              | 59,36 m    | –          | –          | 59,36 m |           |
| 7     | Ludvík Daněk      | Tschechoslowakei | 59,34 m    | 58,10 m    | 56,42 m    | 59,34 m |           |
| 8     | Ricky Bruch       | Schweden         | 59,08 m    | –          | –          | 59,08 m |           |
| 9     | Hein-Direck Neu   | BR Deutschland   | x          | 55,26 m    | 58,56 m    | 58,56 m |           |
| 10    | Ferenc Tégla      | Ungarn           | 57,18 m    | 58,50 m    | –          | 58,50 m |           |
| 11    | Edmund Piątkowski | Polen            | 58,24 m    | –          | –          | 58,24 m |           |
| 12    | Guram Gudaschwili | Sowjetunion      | 57,48 m    | 55,84 m    | x          | 57,48 m |           |
| 13    | George Puce       | Kanada           | 57,34 m    | x          | x          | 57,34 m |           |
| 14    | Jens Reimers      | BR Deutschland   | 53,18 m    | x          | 54,02 m    | 54,02 m |           |

### Gruppe B

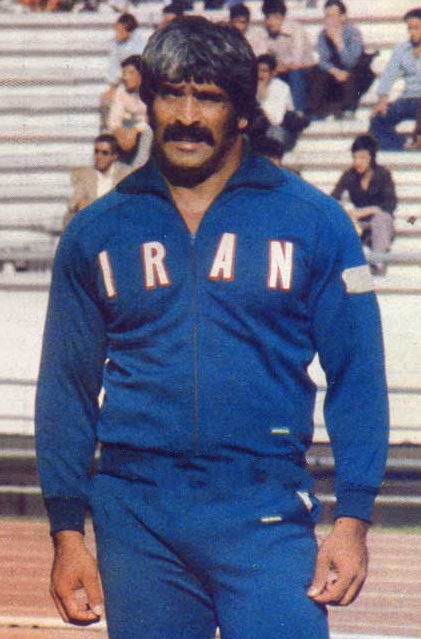
Jalal Keshmiri – ausgeschieden mit 53,96 m
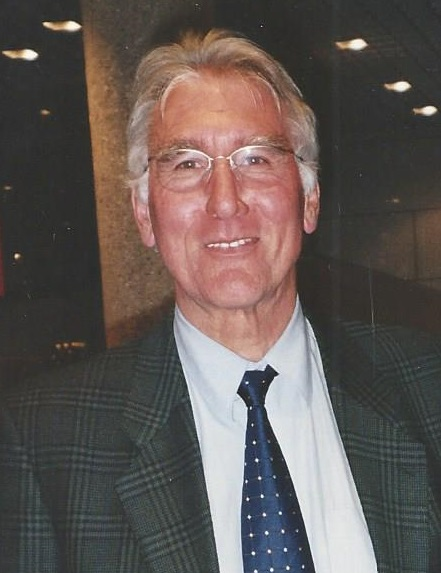
Edy Hubacher (hier in seiner späteren Zeit als Lehrer) – erreichte mit 51,70 m nicht das Finale

| Platz | Name               | Nation         | 1. Versuch | 2. Versuch | 3. Versuch | Weite   |
| ----- | ------------------ | -------------- | ---------- | ---------- | ---------- | ------- |
| 1     | Robin Tait         | Neuseeland     | 58,88 m    | –          | –          | 58,88 m |
| 2     | Namakoro Niaré     | Mali           | x          | 54,92 m    | 56,60 m    | 56,60 m |
| 3     | János Faragó       | Ungarn         | 54,98 m    | 56,00 m    | x          | 56,00 m |
| 4     | Leszek Gajdziński  | Polen          | 54,92 m    | x          | x          | 54,92 m |
| 5     | Denis Ségui Kragbé | Elfenbeinküste | 55,24 m    | 54,24 m    | x          | 55,24 m |
| 6     | Jalal Keshmiri     | Iran           | 53,00 m    | 53,96 m    | 53,30 m    | 53,96 m |
| 7     | Klaus-Peter Hennig | BR Deutschland | 53,80 m    | x          | x          | 53,80 m |
| 8     | Heimo Reinitzer    | Österreich     | 51,90 m    | 52,00 m    | 53,52 m    | 53,52 m |
| 9     | Modesto Mederos    | Kuba           | 52,30 m    | x          | 49,42 m    | 52,30 m |
| 10    | Bill Tancred       | Großbritannien | x          | 48,86 m    | 51,74 m    | 51,74 m |
| 11    | Edy Hubacher       | Schweiz        | x          | 49,80 m    | 51,70 m    | 51,70 m |
| 12    | Rolando Mendoza    | Nicaragua      | 39,62 m    | 36,46 m    | 38,78 m    | 39,62 m |
| 13    | Mauricio Jubis     | El Salvador    | 33,62 m    | 35,94 m    | 36,18 m    | 36,18 m |

## Finale
Datum: 15. Oktober 1968, 15:00 Uhr
| Platz | Name              | Nation           | 1. Versuch | 2. Versuch | 3. Versuch | 4. Versuch                             | 5. Versuch                             | 6. Versuch                             | Endresultat | Anmerkung |
| ----- | ----------------- | ---------------- | ---------- | ---------- | ---------- | -------------------------------------- | -------------------------------------- | -------------------------------------- | ----------- | --------- |
| 1     | Al Oerter         | USA              | 61,78 m    | x          | 64,78 m OR | 62,42 m                                | 64,74 m                                | 64,04 m                                | 64,78 m     | OR        |
| 2     | Lothar Milde      | DDR              | 62,44 m    | 63,08 m    | 62,58 m    | 59,98 m                                | 60,24 m                                | 58,00 m                                | 63,08 m     |           |
| 3     | Ludvík Daněk      | Tschechoslowakei | 60,62 m    | x          | 62,92 m    | x                                      | 61,28 m                                | 61,34 m                                | 62,92 m     |           |
| 4     | Hartmut Losch     | DDR              | 62,12 m    | 61,68 m    | 60,34 m    | 59,48 m                                | 58,94 m                                | 59,50 m                                | 62,12 m     |           |
| 5     | Jay Silvester     | USA              | 61,10 m    | 61,78 m    | x          | x                                      | x                                      | 60,44 m                                | 61,78 m     |           |
| 6     | Gary Carlsen      | USA              | 58,62 m    | 59,26 m    | 59,46 m    | 59,30 m                                | 52,60 m                                | 58,54 m                                | 59,46 m     |           |
| 7     | Edmund Piątkowski | Polen            | 59,40 m    | 58,46 m    | 57,66 m    | 57,52 m                                | x                                      | 58,72 m                                | 59,40 m     |           |
| 8     | Ricky Bruch       | Schweden         | 58,94 m    | 58,02 m    | 58,12 m    | 59,28 m                                | 58,50 m                                | 58,34 m                                | 59,28 m     |           |
|       |                   |                  |            |            |            |                                        |                                        |                                        |             |           |
| 9     | Hein-Direck Neu   | BR Deutschland   | 55,96 m    | x          | 58,66 m    | nicht im Finale der besten acht Werfer | nicht im Finale der besten acht Werfer | nicht im Finale der besten acht Werfer | 58,66 m     |           |
| 10    | Günter Schaumburg | DDR              | 56,64 m    | 57,70 m    | 58,62 m    | nicht im Finale der besten acht Werfer | nicht im Finale der besten acht Werfer | nicht im Finale der besten acht Werfer | 58,62 m     |           |
| 11    | Ferenc Tégla      | Ungarn           | 56,74 m    | 58,36 m    | 57,78 m    | nicht im Finale der besten acht Werfer | nicht im Finale der besten acht Werfer | nicht im Finale der besten acht Werfer | 58,36 m     |           |
| 12    | Robin Tait        | Neuseeland       | 56,52 m    | 57,68 m    | 56,84 m    | nicht im Finale der besten acht Werfer | nicht im Finale der besten acht Werfer | nicht im Finale der besten acht Werfer | 57,68 m     |           |

Die Favoritenrolle fiel dem US-amerikanischen Weltrekordler Jay Silvester zu. Er hatte mehrfach Weiten jenseits der 66 Meter erzielt und schien auf einem für seine Konkurrenten in diesem Jahr kaum erreichbaren Niveau zu werfen. Allerdings kamen diese Weiten in der Regel in Stadien zustande, die mit ihren Windverhältnissen besonders günstige Rahmenbedingungen für die Werfer boten, oft bezeichnet als sogenannte 'Segelwiesen'. Zum weiteren Favoritenkreis zählten die DDR-Starter Auch der zwar äußerst wettkampfstarke dreimalige Olympiasieges Alfred Oerter hatte sich noch einmal für diese Spiele qualifiziert, hatte jedoch bei den US-Trials deutlich hinter Silvester gelegen.
Silvester hatte in der Qualifikation den Olympiarekord um mehr als zwei Meter verbessert. Im Finale gingen jedoch zunächst einmal die beiden DDR-Werfer Lothar Milde und Hartmut Losch in Führung. Oerter folgte auf Platz vier, Silvester auf fünf. In Runde zwei baute Milde seine Führung weiter aus, Silvester zog mit Oerter gleich. Im dritten Versuch warf Al Oerter seinen Diskus auf die Weite von 64,78 m und verbesserte damit Silvesters Olympiarekord noch einmal um mehr als einen Meter. Diese Führung kam im weiteren Wettbewerbsverlauf nicht mehr ins Wanken. Lothar Milde blieb auf Rang zwei, der Tschechoslowake Ludvík Daněk schob sich zwischen Milde und Losch auf den Bronzeplatz. Jay Silvester blieb weit unter seinen vor den Spielen erzielten Ergebnissen und kam nicht über den fünften Rang hinaus. An dieser Reihenfolge änderte sich bis zum Schluss nichts mehr.
Al Oerter war der erste Leichtathlet, der viermal in Folge Olympiasieger in einer Disziplin wurde.

Im sechzehnten olympischen Finale war es der zwölfte US-Sieg, davon der fünfte in Folge.

DDR-Werfer Lothar Milde gewann die erste deutsche Medaille in dieser Disziplin.

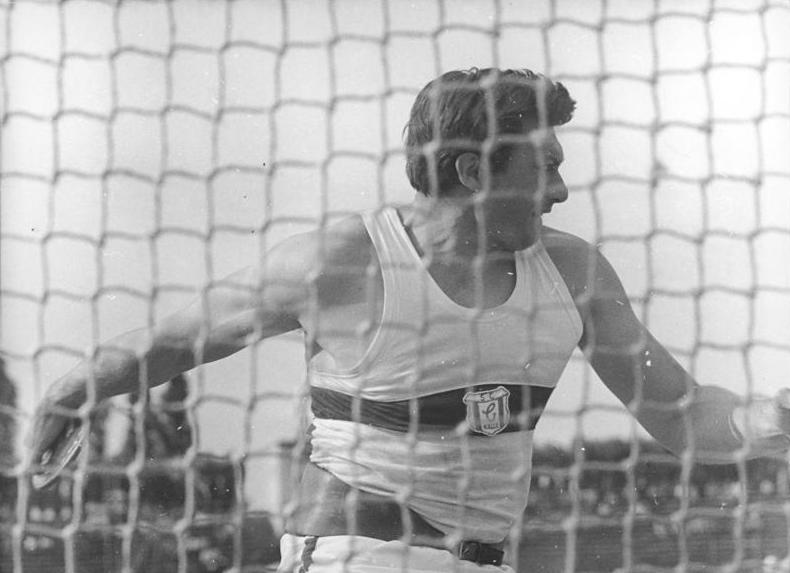
Lothar Milde, Gewinner der Silbermedaille
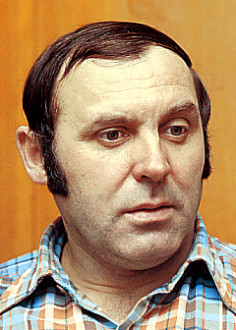
Bronze gab es für Ludvík Daněk (hier im Jahr 2014)
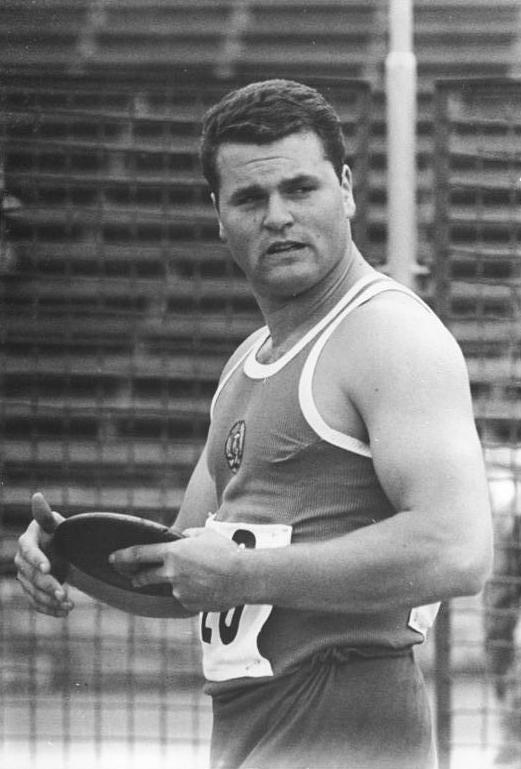
Hartmut Losch erreichte Platz vier
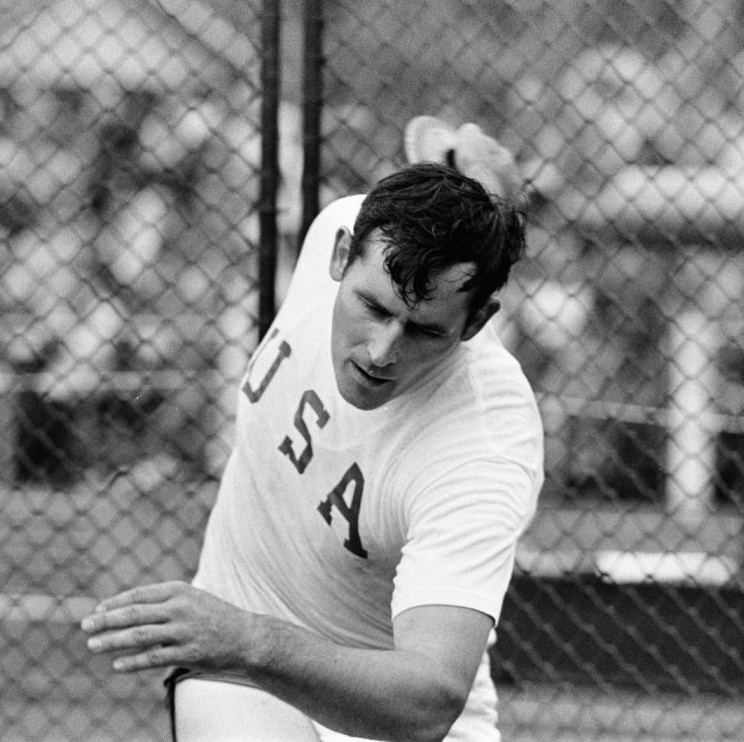
Weltrekordler Jay Silvester musste sich mit Rang fünf zufriedengeben

## Videolinks
- Al Oerter's Quadruple Discus Gold, youtube.com, abgerufen am 9. November 2017
- Al Oerter (USA) Discus 64.78 meters 1968 Olympics Mexico, youtube.com, abgerufen am 21. September 2021
- Lothar Milde Discus (DDR) 63.08 meters at the 1968 olympics Mexico (silver medal), youtube.com, abgerufen am 21. September 2021
- Günter Schaumburg (DDR) Discus 60.14 meters at the 1968 olympics Mexico, youtube.com, abgerufen am 21. September 2021
- Edmund Piątkowski (Poland) Discus 59.40 meters Olympics 1968 Mexico, youtube.com, abgerufen am 21. September 2021